# Семейство Бразилии
Семейство Бразилии — небольшое семейство астероидов, расположенное в главном поясе. Семейство названо в честь первого астероида, классифицированного в эту группу — (293) Бразилия.

## Крупнейшие астероиды этого семейства
| Имя                | Диаметр   | Большая полуось | Наклонение орбиты | Эксцентриситет орбиты | Год открытия |
| ------------------ | --------- | --------------- | ----------------- | --------------------- | ------------ |
| (293) Бразилия     | 55,11 км  | 2,861 а. е.     | 15,589 °          | 0,107                 | 1890         |
| (392) Вильгельмина | 62,88 км  | 2,884 а. е.     | 14,326 °          | 0,139                 | 1894         |
| (697) Галилея      | 80,14 км  | 2,881 а. е.     | 15,141 °          | 0,156                 | 1910         |
| (2840) Испания     | 157,58 км | 2,840 а. е.     | 15,361 °          | 0,140                 | 1915         |